# Burundi aux Jeux olympiques
Le Burundi participe aux Jeux olympiques depuis 1996 et a envoyé des athlètes à chaque édition depuis cette date. Le pays n'a jamais participé aux Jeux d'hiver. 
Vénuste Niyongabo a gagné une médaille d'or en athlétisme aux Jeux olympiques de 1996. Vingt ans plus tard, Francine Niyonsaba est la première femme médaillée en obtenant l'argent sur 800m.
Le Comité national olympique du Burundi a été créé en 1990 et a été reconnu par le Comité international olympique (CIO) en 1993.

## Médailles
| Médaille | Nom                | Jeux         | Sport      | Épreuve       |
| -------- | ------------------ | ------------ | ---------- | ------------- |
| Or       | Vénuste Niyongabo  | Atlanta 1996 | Athlétisme | 5000 m hommes |
| Argent   | Francine Niyonsaba | Rio 2016     | Athlétisme | 800 m femmes  |

### Par année
| Année | Médaille d'or, Jeux olympiques | Médaille d'argent, Jeux olympiques | Médaille de bronze, Jeux olympiques | Total | Rang | Athlètes |
| 1996  | 1                              | 0                                  | 0                                   | 0     |      | ?        |
| 2000  | 0                              | 0                                  | 0                                   | 0     |      | ?        |
| 2004  | 0                              | 0                                  | 0                                   | 0     |      | ?        |
| 2008  | 0                              | 0                                  | 0                                   | 0     |      | ?        |
| 2012  | 0                              | 0                                  | 0                                   | 0     |      | ?        |
| 2016  | 0                              | 1                                  | 0                                   | 0     |      | ?        |
| Total | 1                              | 1                                  | 0                                   | 0     |      | 11       |